# Wu Peng
Wu Peng (chinês tradicional: 伍鵬, chinês simplificado: 伍鹏, pinyin: Wǔ Péng; 15 de outubro de 2002) é um escalador chinês.

## Carreira
Wu competiu no Campeonato Mundial de Escalada IFSC de 2023 e terminou em sexto lugar. Ele terminou a temporada da Copa do Mundo de Escalada IFSC de 2023 em segundo lugar.
Durante a primeira etapa da Série de Qualificação Olímpica de 2024 em Xangai, Wu terminou em segundo lugar. Ele teve o tempo mais rápido de qualificação durante sua primeira tentativa, terminando em 4,94 segundos. Durante a segunda etapa da Série de Qualificação Olímpica em Budapeste, Wu terminou em primeiro lugar com um tempo recorde asiático de 4,90 segundos, e apenas 0,04 segundos a menos de empatar o tempo recorde mundial de Sam Watson.
Ele terminou em primeiro lugar no ranking geral da Série de Qualificação e se classificou para representar a China nas Olimpíadas de Verão de 2024.  Durante as semifinais do evento de velocidade masculino, ele derrotou o recordista mundial Sam Watson para avançar para a final. Na final do evento, ele ganhou uma medalha de prata com um melhor tempo pessoal de 4,77 segundos, perdendo 0,02 segundos para o indonésio Veddriq Leonardo.